# ذخیره‌گاه طبیعی چانگ تانگ
ذخیره‌گاه طبیعی چانگ تانگ (به لاتین: Chang Tang Nature Reserve) یک منطقه حفاظت‌شده و ذخیره‌گاه طبیعی در چین است که در شهرستان گرزه واقع شده‌است.